# Contea di Simpson (Kentucky)
La contea di Simpson in inglese Simpson County è una contea dello Stato del Kentucky, negli Stati Uniti. La popolazione al censimento del 2000 era di 16 405 abitanti. Il capoluogo di contea è Franklin.